# Trigynaea
Trigynaea is een geslacht van planten uit de familie Annonaceae. De soorten uit het geslacht komen voor in tropisch Zuid-Amerika.

## Soorten
- Trigynaea axilliflora D.M.Johnson & N.A.Murray
- Trigynaea caudata (R.E.Fr.) R.E.Fr.
- Trigynaea cinnamomea D.M.Johnson & N.A.Murray
- Trigynaea duckei (R.E.Fr.) R.E.Fr.
- Trigynaea flagelliflora Lobão
- Trigynaea lagaropoda D.M.Johnson & N.A.Murray
- Trigynaea lanceipetala D.M.Johnson & N.A.Murray
- Trigynaea oblongifolia Schltdl.
- Trigynaea triplinervis D.M.Johnson & N.A.Murray